# Karl Hormann
Karl Achim Gerhard Wilhelm Hormann (* 1. Juni 1930 in Zarnekow (Mecklenburg); † 31. Dezember 1995 in Rostock) war ein deutscher Ingenieur sowie Professor für Regelungstechnik und Automatische Steuerung.

## Leben
Karl Hormann wurde in Zarnekow geboren und wuchs dort auf. Sein Vater Wilhelm Hormann war Friseur, seine Mutter Bertha Hormann geb. Schlottmann war Hausfrau. Hier besuchte er von 1937 bis 1941 auch die Grundschule. Anschließend war er bis 1945 Schüler an der Oberschule Dargun (Mecklenburg). Von 1946 bis 1950 schloss er hier am Ort eine Elektromaschinenbaulehre an, die er mit einem Facharbeiterabschluss beendete. Im Zeitraum 1950 bis 1954 ging er zum Ingenieurstudium an die Ingenieurschulen in Wismar und Mittweida (Sachsen), er schloss dieses Studium 1954 erfolgreich als Ingenieur für Elektrotechnik/Elektronik ab.
Sein Berufseinstieg erfolgte 1954 als Entwicklungsingenieur für Schiffselektronik in Rostock. 1956 wechselte er als Wissenschaftlicher Assistent für Elektroantriebe an die Universität Rostock. Er absolvierte hier parallel eine akademische Ausbildung, die er 1959 als Diplom-Ingenieur (Dipl.-Ing.) abschloss.

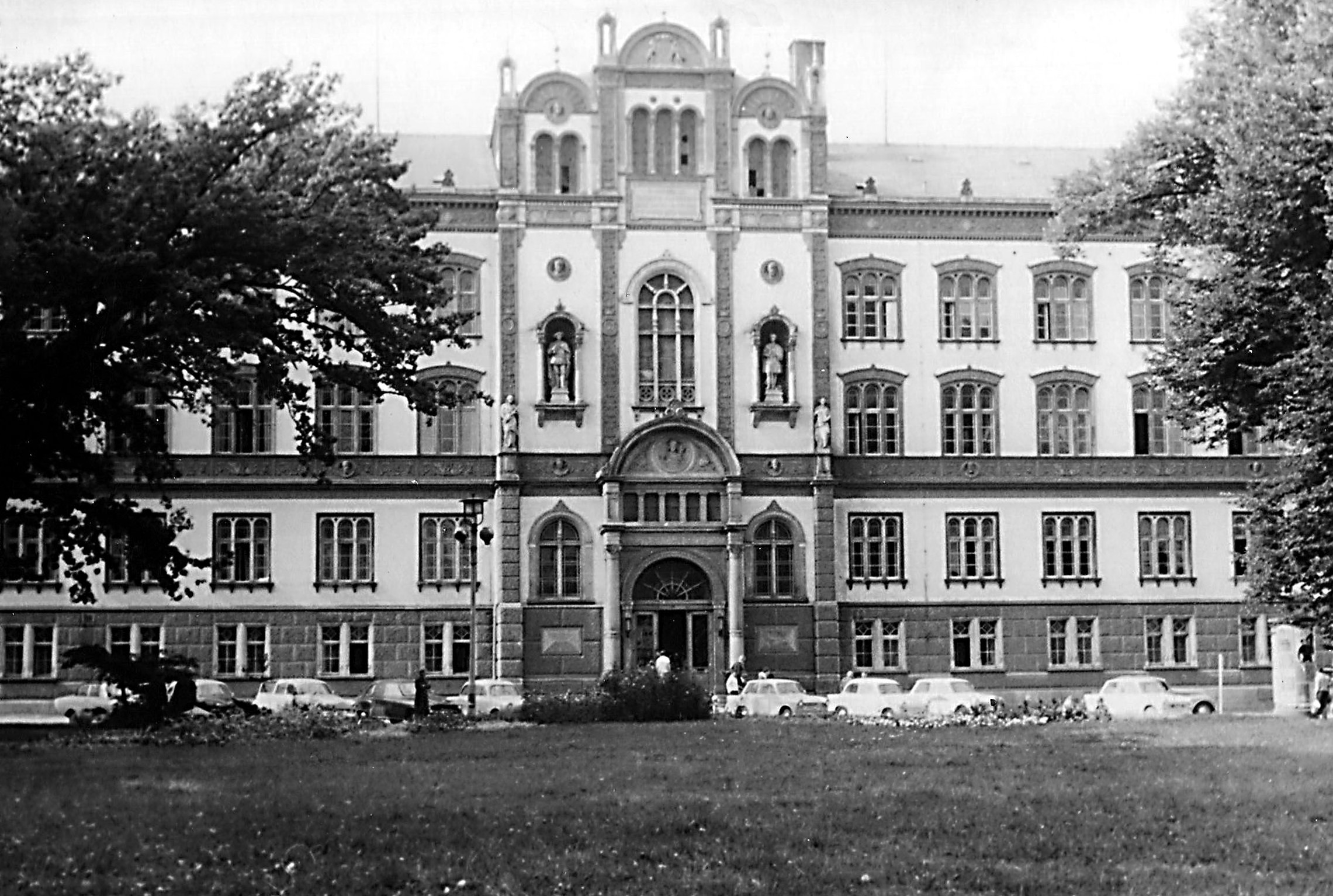
Die traditionsreiche Universität Rostock (gegründet 1419) als Wirkungsstätte von Karl Hormann von 1956 bis 1992

An der Universität Rostock war er von 1959 bis 1967 als Oberassistent wirksam, und er baute in dieser Zeit den Bereich Regelungstechnik auf.  Seine Promotion zum Doktor-Ingenieur (Dr.-Ing.) erfolgte 1965 mit einer Dissertation zur Thematik Stabilität von Synchrongeneratoren. Die Habilitation erlangte Hormann 1974 mit einer Schrift zur Thematik Stabilitätstheorie und automatische Steuerung (Dr. sc. techn. auf dem Gebiet Regelungstheorie).
Von 1967 bis 1969 war Hormann Leiter der Abteilung Regelungstechnik. 1969 wurde er als Hochschuldozent an der Universität Rostock berufen (entsprach C3-Professor). Gleichzeitig wurde ihm die Funktion als Stellvertretender Sektionsdirektor für Erziehung und Ausbildung übertragen, die er bis 1971 ausübte. Von 1974 bis 1990 wirkte er als Direktor der Sektion Technische Elektronik der Universität Rostock. 1977 wurde Karl Hormann als Ordentlicher Professor für Regelungs- und Steuerungstechnik an der Universität Rostock berufen.
Die Lehr- und Forschungsgebiete von Hormann umfassten die Automatische Steuerung im weitesten Sinne. 1992 ging er in den Ruhestand, er gehörte damals der 1990 im Zuge der deutschen Wiedervereinigung neu gebildeten Technischen Fakultät an. Karl Hormann verstarb 1995 in Rostock; er war mit Hilde Hormann verheiratet.

## Mitgliedschaften und Ehrungen (Auswahl)
- Von 1969 bis 1990 gehörte Hormann als Mitglied dem Gesellschaftlichen Rat der Universität Rostock an.
- 1985 und 1986 war er Mitglied des Wissenschaftlichen Beirates für Elektroingenieurwesen beim Ministerium für Hoch- und Fachschulwesen.
- 1966 wurde er mit der Medaille für ausgezeichnete Leistungen geehrt.

## Veröffentlichungen (Auswahl)
- Zur Stabilität kompoundierter Synchrongeneratoren. Unter besonderer Berücksichtigung des Schiffsbetriebes. Universität Rostock, Technische Fakultät, Dissertation, Rostock 1965.
- Spezielle Probleme der modernen Stabilitätstheorie aus der Sicht der Ingenieurwissenschaften, speziell der automatischen Steuerungstechnik. Universität Rostock, Habilitation (Dissertation B), Rostock 1974.
- Direkte Methoden der Stabilitätsprüfung. Reihe: Theoretische Grundlagen der technischen Kybernetik. Verlag Technik, Berlin 1975.
- Stabilität, Optimalität, Robustheit dynamischer Systeme. Universität Rostock 1999.